# FC Metz mùa giải 2022–23
Mùa giải 2022-23 là mùa giải thứ 91 trong lịch sử của Metz và là mùa giải đầu tiên khi họ trở lại Ligue 2 kể từ năm 2019. Câu lạc bộ hiện đang tham dự Ligue 2 và Coupe de France.

## Đội hình hiện tại
Tính đến 31 tháng 3 năm 2023
Ghi chú: Quốc kỳ chỉ đội tuyển quốc gia được xác định rõ trong điều lệ tư cách FIFA. Các cầu thủ có thể giữ hơn một quốc tịch ngoài FIFA.
| Số | VT | Quốc gia     | Cầu thủ            |
| -- | -- | ------------ | ------------------ |
| 3  | HV | Pháp         | Matthieu Udol      |
| 5  | HV | Guiné-Bissau | Fali Candé         |
| 6  | TV | Pháp         | Kévin N'Doram      |
| 8  | HV | Bờ Biển Ngà  | Ismaël Traoré      |
| 7  | TĐ | Sénégal      | Pape Amadou Diallo |
| 9  | TĐ | Gruzia       | Georges Mikautadze |
| 10 | TV | Pháp         | Youssef Maziz      |
| 11 | TĐ | Albania      | Xhuliano Skuka     |
| 14 | TV | Sénégal      | Cheikh Sabaly      |
| 15 | HV | Sénégal      | Ababacar Lô        |
| 16 | TM | Algérie      | Alexandre Oukidja  |
| 17 | TV | Pháp         | Lilian Raillot     |
| 18 | TV | Sénégal      | Lamine Camara      |
| 19 | TV | Bờ Biển Ngà  | Habib Maïga        |
| 20 | TĐ | Sénégal      | Lamine Gueye       |

| Số | VT | Quốc gia    | Cầu thủ              |
| -- | -- | ----------- | -------------------- |
| 21 | TV | Pháp        | Oussmane Kébé        |
| 22 | HV | Maroc       | Sofiane Alakouch     |
| 24 | TĐ | Pháp        | Lenny Joseph         |
| 25 | TV | Pháp        | Arthur Atta          |
| 26 | TĐ | Sénégal     | Malick Mbaye         |
| 27 | TV | Haiti       | Danley Jean Jacques  |
| 29 | TĐ | Pháp        | Edouard Soumah-Abbad |
| 30 | TM | Pháp        | Marc-Aurèle Caillard |
| 34 | TV | Pháp        | Joseph N'Duquidi     |
| 35 | TV | Pháp        | Maïdine Douane       |
| 36 | TV | Gambia      | Ablie Jallow         |
| 39 | HV | Bờ Biển Ngà | Koffi Kouao          |
| 40 | TM | Sénégal     | Ousmane Ba           |
| —  | TM | Pháp        | Alexis Mirbach       |

### Cho mượn
Ghi chú: Quốc kỳ chỉ đội tuyển quốc gia được xác định rõ trong điều lệ tư cách FIFA. Các cầu thủ có thể giữ hơn một quốc tịch ngoài FIFA.
| Số | VT | Quốc gia       | Cầu thủ                                      |
| -- | -- | -------------- | -------------------------------------------- |
| —  | TM | Pháp           | Guillaume Dietsch (cho mượn tại Seraing)     |
| —  | TV | Bỉ             | Sami Lahssaini (cho mượn tại Seraing)        |
| —  | TV | Cộng hòa Congo | Warren Tchimbembé (cho mượn tại Guingamp)    |
| —  | TV | Mali           | Boubacar Traoré (cho mượn tại Wolverhampton) |

| Số | VT | Quốc gia   | Cầu thủ                                 |
| -- | -- | ---------- | --------------------------------------- |
| —  | TĐ | Cabo Verde | Vagner Gonçalves (cho mượn tại Seraing) |
| —  | TĐ | Sénégal    | Ibrahima Niane (cho mượn tại Angers)    |
| —  | TĐ | Sénégal    | Pape Ndiaga Yade (cho mượn tại Troyes)  |

## Giao hữu
Thắng
      Hoà
      Thua
      Lịch thi đấu
| 9 tháng 7 năm 2022 Giao hữu | Metz                     | 2–0 | Racing Union | Amnéville                          |  |
| 18:00 CEST (UTC+2)          | - Niane 28' (ph.đ.), 48' |     |              | Sân vận động: Stade Andre Valentin |  |

| 12 tháng 7 năm 2022 Giao hữu | Sedan | 3–3 | Metz | Bazeilles                                  |  |
| 18:00 CEST (UTC+2)           |       |     |      | Sân vận động: Complexe sportif Montvillers |  |

| 16 tháng 7 năm 2022 Giao hữu | Metz                                               | 4–0 | Troyes | Homécourt                      |  |
| 17:00 CEST (UTC+2)           | - Candé 39' - Jallow 72' - Gueye 74' - N'Diaye 83' |     |        | Sân vận động: Stade Yvan Tepus |  |

| 20 tháng 7 năm 2022 Giao hữu | Reims           | 1–0 | Metz | Épernay                          |  |
| 18:00 CEST (UTC+2)           | - Gravillon 79' |     |      | Sân vận động: Stade Paul Chandon |  |

| 23 tháng 7 năm 2022 Giao hữu | Metz        | 1–0 | Sochaux | Metz                                        |  |
| 18:00 CEST (UTC+2)           | - Jallow 2' |     |         | Sân vận động: Sân vận động Saint-Symphorien |  |

| 9 tháng 12 năm 2022 Giao hữu | Metz | 1-5 | Auxerre | Marly                                        |  |
| --:-- CET (UTC+1)            |      |     |         | Sân vận động: Centre d'entraînement Frescaty |  |

| 13 tháng 12 năm 2022 Giao hữu | Genk | 1-0 | Metz | Tây Ban Nha |
| --:-- CET (UTC+1)             |      |     |      |             |

| 21 tháng 12 năm 2022 Giao hữu | Metz | 2-1 | SV Elversberg | Pháp |
| 15:00 CET (UTC+1)             |      |     |               |      |

| 23 tháng 3 năm 2023 Giao hữu | Metz | 1-1 | R.F.C Seraing | Metz                                            |  |
| 21:00 CET (UTC+1)            |      |     |               | Sân vận động: Centre d'entraînement de Frescaty |  |

## Giải đấu

### Ligue 2

#### Bảng xếp hạng giải đấu
| VT | Đội             | ST | T  | H  | B  | BT | BB | HS  | Đ  | Thăng hạng hoặc xuống hạng |
| -- | --------------- | -- | -- | -- | -- | -- | -- | --- | -- | -------------------------- |
| 1  | Le Havre (C, P) | 38 | 20 | 15 | 3  | 46 | 19 | +27 | 75 | Thăng hạng lên Ligue 1     |
| 2  | Metz            | 38 | 20 | 12 | 6  | 61 | 33 | +28 | 72 | Thăng hạng lên Ligue 1     |
| 3  | Bordeaux        | 37 | 20 | 9  | 8  | 51 | 27 | +24 | 69 |                            |
| 4  | Bastia          | 38 | 17 | 9  | 12 | 52 | 45 | +7  | 60 |                            |
| 5  | Caen            | 38 | 16 | 11 | 11 | 52 | 43 | +9  | 59 |                            |

#### Tóm lược kết quả
| Tổng thể | Tổng thể | Tổng thể | Tổng thể | Tổng thể | Tổng thể | Tổng thể | Tổng thể | Sân nhà | Sân nhà | Sân nhà | Sân nhà | Sân nhà | Sân nhà | Sân khách | Sân khách | Sân khách | Sân khách | Sân khách | Sân khách |
| ST       | T        | H        | B        | BT       | BB       | HS       | Đ        | T       | H       | B       | BT      | BB      | HS      | T         | H         | B         | BT        | BB        | HS        |
| -------- | -------- | -------- | -------- | -------- | -------- | -------- | -------- | ------- | ------- | ------- | ------- | ------- | ------- | --------- | --------- | --------- | --------- | --------- | --------- |
| 7        | 3        | 2        | 2        | 13       | 7        | +6       | 11       | 2       | 1       | 1       | 6       | 2       | +4      | 1         | 1         | 1         | 7         | 5         | +2        |

Cập nhật lần cuối: 2 tháng 9 năm 2022.

Nguồn: Ligue 2

#### Kết quả theo từng vòng đấu
| Vòng đấu | 1 | 2 | 3 | 4 | 5 | 6 | 7 |
| -------- | - | - | - | - | - | - | - |
| Sân      | H | A | H | A | H | A | H |
| Kết quả  | W | L | W | D | L | W | D |
| Vị trí   | 2 | 8 | 5 | 5 | 7 | 5 | 7 |

### Thành tích
| Giải đấu        | Trận đấu đầu tiên    | Trận đấu cuối cùng | Vòng đấu mở màn | Vị trí chung cuộc | Thành tích | Thành tích | Thành tích | Thành tích | Thành tích | Thành tích | Thành tích | Thành tích |
| Giải đấu        | Trận đấu đầu tiên    | Trận đấu cuối cùng | Vòng đấu mở màn | Vị trí chung cuộc | ST         | T          | H          | B          | BT         | BB         | HS         | % thắng    |
| --------------- | -------------------- | ------------------ | --------------- | ----------------- | ---------- | ---------- | ---------- | ---------- | ---------- | ---------- | ---------- | ---------- |
| Ligue 2         | 30 tháng 7 năm 2022  | 2 tháng 6 năm 2023 | Vòng 1          |                   | 31         | 15         | 10         | 6          | 48         | 27         | +21        | 048,39     |
| Coupe de France | 30 tháng 10 năm 2022 |                    | Vòng thứ 7      | Vòng 64 đội       | 3          | 2          | 0          | 1          | 4          | 3          | +1         | 066,67     |
| Tổng cộng       | Tổng cộng            | Tổng cộng          | Tổng cộng       | Tổng cộng         | 34         | 17         | 10         | 7          | 52         | 30         | +22        | 050,00     |

Cập nhật lần cuối: 5 tháng 3 năm 2023
Nguồn: Soccerway

### Các trận đấu tại Ligue 2
Lịch thi đấu của mùa giải 2022-23 được ấn định vào ngày 17 tháng 6 năm 2022.
| 30 tháng 7 năm 2022 1 | Metz                                     | 3–0      | Amiens | Metz                                                                |  |
| 19:00 CEST (UTC+2)    | - Gueye 21' - Mikautadze 44' - Niane 48' | Chi tiết |        | Sân vận động: Sân vận động Saint-Symphorien Trọng tài: Gaël Angoula |  |

| 13 tháng 8 năm 2022 3 | Metz                          | 2–0      | Valenciennes | Metz                                                                 |  |
| 19:00 CEST (UTC+2)    | - Jallow 29' - Mikautadze 86' | Chi tiết |              | Sân vận động: Sân vận động Saint-Symphorien Trọng tài: Mikael Lesage |  |

| 20 tháng 8 năm 2022 4 | Laval                          | 3–3      | Metz                                      | Laval                                                               |  |
| 19:00 CEST (UTC+2)    | - Naidji 33', 75' - Diaw 90+2' | Chi tiết | - Niane 21' - Mikelbrencis 24' - Udol 35' | Sân vận động: Stade Francis Le Basser Trọng tài: Benjamin Lepaysant |  |

| 27 tháng 8 năm 2022 5 | Metz        | 1–2      | Dijon                      | Metz                                                                 |  |
| 15:00 CEST (UTC+2)    | - Gueye 78' | Chi tiết | - Silva 29' - Le Bihan 59' | Sân vận động: Sân vận động Saint-Symphorien Trọng tài: Benoît Millot |  |

| 30 tháng 8 năm 2022 6 | Rodez        | 1–4      | Metz                                         | Rodez                                                       |  |
| 20:45 CEST (UTC+2)    | - Depres 69' | Chi tiết | - Mikautadze 21', 36' - Udol 44' - Maziz 75' | Sân vận động: Stade Paul-Lignon Trọng tài: Romain Lissorgue |  |

| 2 tháng 9 năm 2022 7 | Metz | 0–0      | Annecy | Metz                                                               |  |
| 20:45 CEST (UTC+2)   |      | Chi tiết |        | Sân vận động: Sân vận động Saint-Symphorien Trọng tài: Johan Hamel |  |

| 12 tháng 9 năm 2022 8 | Metz                                | 3-6      | Guingamp                                                                                         | Metz                                                                     |  |
| 20:45 CEST (UTC+2)    | - Manceau 2' (o.g) - Jallow 10, 16' | Chi tiết | - Livolant 9 (ph.đ), 88' - Quemper 45+1' - Courtet 45+7 (ph.đ)' - Louiserre 69' - Tchimbembé 85' | Sân vận động: Sân vận động Saint-Symphorien Trọng tài: Pierre Gaillouste |  |

| 17 tháng 9 năm 2022 9 | Bastia                               | 1–0      | Metz                    | Bastia                                                      |  |
| 19:00 CEST (UTC+2)    | - Salles-Lamonge 10' - Roncaglia 18' | Chi tiết | - Maïga 27' - Kouao 79' | Sân vận động: Stade Armand-Cesari Trọng tài: Aurélien Petit |  |

| 1 tháng 10 năm 2022 10 | Metz          | 1–0      | Pau         | Metz                                                                 |  |
| 19:00 CEST (UTC+2)     | - N'Diaye 11' | Chi tiết | - Gomis 27' | Sân vận động: Sân vận động Saint-Symphorien Trọng tài: Willy Delajod |  |

| 8 tháng 10 năm 2022 11 | Bordeaux                                                   | 2–0    | Metz        | Bordeaux                                                        |  |
| 15:00 CEST (UTC+2)     | - Fransérgio 43' 90+2' - Maja 45+2' (ph.đ.) - Michelin 68' | Report | - Maïga 27' | Sân vận động: Sân vận động Bordeaux mới Trọng tài: Pierre Legat |  |

| 15 tháng 10 năm 2022 12 | Metz | 0–0      | Sochaux | Metz                                                                    |  |
| 19:00 CEST (UTC+2)      |      | Chi tiết |         | Sân vận động: Sân vận động Saint-Symphorien Trọng tài: Romain Lissorgue |  |

| 24 tháng 10 năm 2022 13 | Le Havre                  | 2–0      | Metz | Le Havre                                                  |  |
| 20:45 CEST (UTC+2)      | - Lloris 10' - Alioui 53' | Chi tiết |      | Sân vận động: Sân vận động Océane Trọng tài: Gaël Angoula |  |

| 7 tháng 11 năm 2022 14 | Metz                                                        | 3-2      | Saint-Étienne                                       | Metz                                                                 |  |
| 20:45 CEST (UTC+2)     | - Krasso 18' (l.n) - N'Doram 39' - Udol 61' - Kouyaté 90+2' | Chi tiết | - Maçon 20' - Wadji 24' - Giraudon 67' - Nadé 90+4' | Sân vận động: Sân vận động Saint-Symphorien Trọng tài: Olivier Thual |  |

| 12 tháng 11 năm 2022 15 | Paris                          | 1–4      | Metz                                         | Paris                                                                      |  |
| 19:00 CEST (UTC+2)      | - Guilavogui 28' - Chergui 21' | Chi tiết | - Mikautadze 12, 23 (ph.đ.), 82' - Gueye 63' | Sân vận động: Sân vận động Sébastien Charléty Trọng tài: Nicolas Rainville |  |

| 26 tháng 12 năm 2022 16 | Metz | 0-0      | Niort | Metz                                                                          |  |
| 21:00 CEST (UTC+2)      |      | Chi tiết |       | Sân vận động: Sân vận động Saint-Symphorien Trọng tài: Alexander Perreau Niel |  |

| 30 tháng 12 năm 2022 17 | Grenoble Foot | 0-1      | Metz        | Grenoble                                                |  |
| 21:00 CEST (UTC+2)      |               | Chi tiết | - Candé 52' | Sân vận động: Stade des Alpes Trọng tài: Quentin Guidou |  |

| 10 tháng 1 năm 2023 18 | Nîmes         | 1–4      | Metz                                            | Nîmes                                                        |  |
| 20:45 CEST (UTC+2)     | - Ahamada 54' | Chi tiết | - Joseph 48', 60' - Sabaly 56' - Mikautadze 89' | Sân vận động: Sân vận động Antonins Trọng tài: Mikael Lesage |  |

| 13 tháng 1 năm 2023 19 | Metz                            | 2-0      | Quevilly-Rouen | Metz                                                                    |  |
| 20:45 CEST (UTC+2)     | - Jallow 72' - Mikautadze 90+2' | Chi tiết |                | Sân vận động: Sân vận động Saint-Symphorien Trọng tài: Romain Lissorgue |  |

| 28 tháng 1 năm 2023 20 | Valenciennes | 1-1      | Metz           | Valenciennes                                            |  |
|                        | - Bonnet 75' | Chi tiết | - Joseph 90+2' | Sân vận động: Stade Nungesser Trọng tài: Aurélien Petit |  |

| 31 tháng 1 năm 2023 21 | Metz                                                            | 1–1      | Rodez                                                                     | Metz                                                                |  |
| 20:45 CEST (UTC+2)     | Jean Jacques 22' · Joseph 40' · Kouao 54' · Mikautadze 63', 74' | Chi tiết | Vandenabeele 18' · Mouyokolo 28' · Boissier 79' · Senaya 82' · M'Pasi 90' | Sân vận động: Sân vận động Saint-Symphorien Trọng tài: Pierre Legat |  |

| 6 tháng 2 năm 2023 22 | Amiens | 0-2      | Metz                                | Amiens                                                   |  |
| 20:45 CEST (UTC+2)    |        | Chi tiết | - Mikautadze 55' (ph.đ.) - Atta 78' | Sân vận động: Stade de la Licorne Trọng tài: Rémi Landry |  |

| 13 tháng 2 năm 2023 23 | Metz | 0-0      | Caen | Metz                                                                   |  |
| 20:45 CEST (UTC+2)     |      | Chi tiết |      | Sân vận động: Sân vận động Saint-Symphorien Trọng tài: Marc Bollengier |  |

| 18 tháng 2 năm 2023 24 | Dijon | 0-0      | Metz | Dijon                                                         |  |
| 19:00 CEST (UTC+2)     |       | Chi tiết |      | Sân vận động: Stade Gaston-Gérard Trọng tài: Romain Lissorgue |  |

| 25 tháng 2 năm 2023 25 | Metz                         | 2-0      | Nîmes | Metz                                                           |  |
| 19:00 CEST (UTC+2)     | - Mikautadze 29' - Maziz 67' | Chi tiết |       | Sân vận động: Stade Saint-Symphorien Trọng tài: Aurélien Petit |  |

| 4 tháng 3 năm 2023 26 | Annecy | 0-3      | Metz                              | Annecy                                                                      |  |
| 19:00 CEST (UTC+2)    |        | Chi tiết | - Mikautadze 27', 83' - Maziz 50' | Sân vận động: Sân vận động Công viên Thể thao Trọng tài: Benjamin Lepaysant |  |

| 13 tháng 3 năm 2023 27 | Metz      | 1–1      | Le Havre                                                                              | Metz                                                                 |  |
| 20:45 CET (UTC+1)      | Maziz 20' | Chi tiết | Sangante 12' · El Hajjam 15' · Lekhal 16' · Kongolo 28' · Richardson 46' · Mbemba 87' | Sân vận động: Sân vận động Saint-Symphorien Trọng tài: Olivier Thual |  |

| 18 tháng 3 năm 2023 28 | Quevilly-Rouen | 1-2      | Metz                    | Le Petit-Quevilly                                                                                 |  |
| 19:00 CET (UTC+1)      | - Camara 90'   | Chi tiết | - Maziz 72' - Maïga 80' | Sân vận động: Sân vận động Robert Diochon Lượng khán giả: 3.530 Trọng tài: Alexandre Perreau Niel |  |

| 1 tháng 4 năm 2023 29 | Metz             | 1-0      | Laval | Metz                                                                                      |  |
| 19:00 CET (UTC+1)     | - Mikautadze 48' | Chi tiết |       | Sân vận động: Sân vận động Saint-Symphorien Lượng khán giả: 15,342 Trọng tài: Rémi Landry |  |

| 8 tháng 4 năm 2023 30 | Pau                                  | 1–1      | Metz                                         | Pau                                                                         |  |
| 19:00 CEST (UTC+2)    | Begraoui 49' · Ruiz 68' · George 79' | Chi tiết | Candé 44' · Prior 58' (l.n.) · N'Duquidi 86' | Sân vận động: Nouste Camp Lượng khán giả: 2,811 Trọng tài: William Toulliou |  |

| 15 tháng 4 năm 2023 31 | Metz                               | 3-0      | Bordeaux      | Metz                                                                                       |  |
| 15:00 CEST (UTC+2)     | - Jallow 49' - Mikautadze 52', 72' | Chi tiết | - Poussin 40' | Sân vận động: Sân vận động Saint-Symphorien Lượng khán giả: 23,345 Trọng tài: Gaël Angoula |  |

| 22 tháng 4 năm 2023 32 | Saint-Étienne  | 1-3      | Metz                                                   | Saint-Étienne                                                                                    |  |
| 15:00 CEST (UTC+2)     | - Nkounkou 37' | Chi tiết | - Mikautadze 10', 26' (ph.đ.) - Kouao 12' - Camara 79' | Sân vận động: Sân vận động Geoffroy-Guichard Lượng khán giả: 33,008 Trọng tài: Nicolas Rainville |  |

| 29 tháng 4 năm 2023 33 | Metz                   | 1–1      | Paris                                        | Metz                                                                                       |  |
| 19:00 CEST (UTC+2)     | Mikautadze 18' (ph.đ.) | Chi tiết | Guilavogui 13', 78' · Maçon 17' · Lefort 78' | Sân vận động: Sân vận động Saint-Symphorien Lượng khán giả: 20,900 Trọng tài: Pierre Legat |  |

| 6 tháng 5 năm 2023 34 | Niort       | 1–3      | Metz                                                                   | Niort                                                                               |  |
| 19:00 CEST (UTC+2)    | Elphege 42' | Chi tiết | Mikautadze 45' (ph.đ.), 83' · Maziz 51' · Jean Jacques 70' · Kouao 76' | Sân vận động: Stade René Gaillard Lượng khán giả: 2,056 Trọng tài: Romain Lissorgue |  |

| 13 tháng 5 năm 2023 35 | Metz         | 1-0      | Grenoble     | Metz                                                                                            |  |
| 19:00 CEST (UTC+2)     | - Jallow 47' | Chi tiết | - Nestor 72' | Sân vận động: Sân vận động Saint-Symphorien Lượng khán giả: 22,157 Trọng tài: Faouzi Benchabane |  |

| 20 tháng 5 năm 2023 36 | Guingamp    | 1–1      | Metz                                         | Guingamp                                                                         |  |
| 19:00 CEST (UTC+2)     | Courtet 60' | Chi tiết | Mikautadze 21' · N'Duquidi 41' · Kouao 90+4' | Sân vận động: Stade de Roudourou Lượng khán giả: 9,163 Trọng tài: Antoine Valnet |  |

| 26 tháng 5 năm 2023 37 | Sochaux                                 | 0-1      | Metz         | Montbéliard                                                                        |  |
| 20:45 CET (UTC+1)      | - Meddah 8' - Alvero 61' - Agouzoul 67' | Chi tiết | - Sabaly 49' | Sân vận động: Stade Auguste Bonal Lượng khán giả: 15,714 Trọng tài: Aurélien Petit |  |

| 2 tháng 6 năm 2023 38 | Metz                          | 3-2      | Bastia                    | Metz                                                                                |  |
| 20:45 CET (UTC+1)     | - Sabaly 31' - Maziz 55', 75' | Chi tiết | - Bohnert 68' - Schur 86' | Sân vận động: Stade Saint-Symphorien Lượng khán giả: 26,661 Trọng tài: Ruddy Buquet |  |

### Cúp bóng đá Pháp
| 1 tháng 11 năm 2022 Vòng thứ 7 | US Raon-l'Étape | 1–2 | Metz                          | Raon-l'Étape                                               |  |
| 18:00 CET                      | - Hassidou 71'  |     | - Musaba 34' - Mikautadze 63' | Sân vận động: Stade Paul-Gasser Trọng tài: Romain Perpiñan |  |

| 19 tháng 11 năm 2022 Vòng thứ 8 | SAS Épinal | 0-1 | Metz         | Épinal                               |  |
|                                 |            |     | - Joseph 87' | Sân vận động: Stade de la Colombière |  |

| 7 tháng 1 năm 2023 Vòng 64 | Olympique Lyonnais               | 2-1 | Metz         | Rhône                                 |  |
|                            | - Barcola 60' - Candé 77' (l.n.) |     | - Jallow 63' | Sân vận động: Parc Olympique Lyonnais |  |